# Edicións Positivas
Edicións Positivas és una editorial gallega orientada principalment a la publicació d'obres de la literatura gallega actual. L'editorial va ser fundada el 1990 a Santiago de Compostela per Xelís de Toro i Francisco Macías; aquest últim ha exercit la direcció des de llavors, mentre que l'escriptor Xelís de Toro acabaria abandonant el projecte després de traslladar-se a Anglaterra. En concordança amb el seu desig de donar suport als escriptors gallecs, el segell fundat per Macías sempre ha apostat per editar exclusivament en gallec, tot i que també s'hi han publicat obres d'autors portuguesos o brasilers en la seva llengua original.

## Catàleg
El títols del catàleg s'agrupen en diverses col·leccions segons el seu gènere. La sèrie Narrativas inclou novel·les i reculls de contes; la major part són obra d'autors de la narrativa gallega més recent, com ara Patricia Janeiro o Ramón Area, però també hi ha algunes traduccions al gallec d'autors universalment reconeguts, com Mark Twain, Joseph Conrad i Marguerite Yourcenar. El mateix pot dir-se de la col·lecció de poesia DiVersos, que acull veus de la lírica gallega actual (Lois Pereiro, Paula Carballeira, Samuel L. Paris) i alguns autors clàssics i contemporanis traduïts al gallec (Safo, Charles Bukowski, Wisława Szymborska). Més limitat és l'abast de la col·lecció DiTeatro, per a la que s'han imprès una sèrie d'obres estrenades als teatres de Galícia amb la intenció de distribuir-les entre el públic.
En relació amb el gènere teatral cal destacar, per altra banda, la tasca duta a terme a la col·lecció Roberto Vidal Bolaño, que reuneix l'obra completa (teatre, guions audiovisuals, col·laboracions de premsa i conferències) d'aquest director i dramaturg gallec. Segons Francisco Macías, «No hi ha cap autor a la literatura gallega que s'hagi preocupat tant pel que estava passant, pel present, per la decadència de la societat en què vivim». La col·lecció Plural, per últim, està dedicada a assaigs divulgatius de temàtica diversa.